# Port Authority (album)
Pour les articles homonymes, voir Port Authority.
Albums de Marco Polo
Canned Goods
(2005) Newport Authority
(2007)
Singles
1. War
Sortie : 2007
2. The Radar
Sortie : 2007

Port Authority est le deuxième album studio du rappeur/producteur canadien Marco Polo, sorti le 15 mai 2007. C'est son premier sur le label Rawkus. L'album est entièrement produit par Marco Polo.
L'album, très bien accueilli par la critique, a été nommé pour le « meilleur enregistrement rap de l'année » aux Prix Juno en 2008.

## Liste des titres
| No  | Titre                                                                              | Contient un (des) sample(s) de | Durée |
| --- | ---------------------------------------------------------------------------------- | --- | ----- |
| 1.  | Port Authority (Intro)                                                             | Still D.R.E. de Dr. Dre featuring Snoop Dogg Lucifer de Jay-Z | 1:23  |
| 2.  | Get Busy (featuring Copywrite)                                                     | Word...Life d'O.C. Strongest Man de Rapper Big Pooh Lucifer de Jay-Z | 4:24  |
| 3.  | Marquee (featuring O.C.)                                                           | | 4:15  |
| 4.  | War (featuring Kardinal Offishall)                                                 | | 3:56  |
| 5.  | Nostalgia (featuring Masta Ace)                                                    | The Def Fresh Crew de Roxanne Shanté et Biz Markie The Bridge de MC Shan Just Rhymin' With Biz de Big Daddy Kane featuring Biz Markie The Cypher Part III de Frankie Cutlass et Biz Markie featuring Craig G, Roxanne Shanté et Big Daddy Kane It's a Demo de Kool G Rap et DJ Polo | 4:50  |
| 6.  | The Wrong One (featuring Wordsworth)                                               | | 3:41  |
| 7.  | Low Budget Allstars (featuring Kev Brown, Kenn Starr, Oddisee, Cy Young et Kaimbr) | | 4:09  |
| 8.  | Speak Softly (featuring JoJo Pellegrino)                                           | | 3:53  |
| 9.  | Time & Place (featuring Ed O.G.)                                                   | Mighty Healthy de Ghostface Killah | 3:41  |
| 10. | The Radar (featuring Large Professor)                                              | | 4:22  |
| 11. | All My Love (featuring Jaysaun)                                                    | | 3:38  |
| 12. | Lay It Down (featuring Roc Marciano)                                               | | 4:46  |
| 13. | Go Around (featuring Buckshot)                                                     | | 4:26  |
| 14. | Hood Tales (featuring Kool G Rap et DV Alias Khrist)                               | | 4:07  |
| 15. | Heat (featuring Supastition)                                                       | Black Dialogue des Perceptionists | 3:25  |
| 16. | Rollin (featuring Sadat X, A.G. et Ju-Ju)                                          | | 4:07  |
| 17. | For the Future (featuring Critically Acclaimed)                                    | | 3:47  |
| 18. | Relax (featuring J Davey)                                                          | Electric Relaxation de A Tribe Called Quest | 4:07  |